# Gakkō ja Oshierarenai!
Gakkō ja Oshierarenai! (学校じゃ教えられない！ lit. ¡No enseñes eso en la escuela!?) es una serie de drama japonesa que cuenta la vida de diez estudiantes. Es protagonizada por la actriz Kyōko Fukada, quien interpreta a una profesora de inglés. Se emitió por primera vez el 15 de julio de 2008. Obtuvo una audiencia promedio de 6.4% en la Región de Kantō.

## Argumento
Mai Aida (Kyōko Fukada) es una profesora de inglés que enseña en la clase de tercer año en una escuela privada para mujeres. Puesto que cada vez menos estudiantes se matriculan en la escuela, deciden aceptar también chicos, con cinco jóvenes comenzando a asistir a la escuela. Para que puedan encajar, Mai les ayuda a entrar en contacto con algunas chicas creando el "Club de Baile Social". Sin embargo, a medida que los chicos y chicas del "Club de Baile Social" comienzan a llevarse bien e incluso se enamoran, su proyecto no sólo es amenazado por el vicedirector, sino también por la tortuosa líder del consejo estudiantil, quién quiere acabar con el club.

## Reparto
- Kyōko Fukada como Aida Mai.
- Shōsuke Tanihara como Kensaku Himuro, el director.
- Ran Ito como Meiko Kageyama.
- Riisa Naka como Eiri Yokoyama.
- Aoi Nakamura como Kazuki Mizuki, también conocido como "Kazu".
- Goki Maeda como Shizuya Narita.
- Aki Asakura como Hitomi Kenjou.
- Kohei Norizuki como Shintarou Inai.
- Mizuki Kato como Rei Suzumura.
- Daisuke Yanagisawa como Kiyoshi Nagasaki.
- Suzu Natsume como Maho Kameda.
- Win Morisaki como Tomu Nishikawa.
- Miyu Yagyu como Kana Yoshizawa.